# La mondana rispettosa
La mondana rispettosa (La putain respectueuse) è un film del 1952 diretto da Marcello Pagliero e Charles Brabant.
Il film, di produzione francese, è basato sull'opera teatrale La puttana rispettosa (La Putain respectueuse) scritta da Jean-Paul Sartre nel 1946.